# Ukiah, Kalifornien
Ukiah är en stad (city) i Mendocino County, i delstaten Kalifornien, USA. Enligt United States Census Bureau har staden en folkmängd på 16 023 invånare (2011) och en landarea på 12,1 km². Ukiah är huvudort i Mendocino County.